# 음력 3월 5일
음력 3월 5일은 음력 3월의 5번째 날이다.

## 문화
- 1990년 - 프로 야구팀 쌍방울 레이더스 창단되다.
- 2001년 - 대한민국, 인천국제공항 개항.
- 2015년 - 대구 도시철도 3호선 칠곡경대병원 ~ 용지 구간 개통.

## 탄생
- 1488년 - 조선 제 11대 국왕 중종.
- 1911년 - 중화인민공화국의 정치인 주덕해.
- 1920년 - 대한민국의 교육자, 철학자 김형석.
- 1996년 - 대한민국의 배우 고윤정

## 사망
- 1776년 - 조선 제21대 국왕 조선 영조.

## 같이 보기
- 음력 360일: 1월 2월 3월 4월 5월 6월 7월 8월 9월 10월 11월 12월
- 전날:3월 4일 다음날:3월 6일 - 전달:2월 5일 다음달:4월 5일
- 양력:3월 5일
- 음력, 윤달